# 전립선비대증
전립선비대증(前立腺肥大症, 영어: benign prostatic hyperplasia)은 남성에서 비대해진 전립샘이 방광출구 폐색을 일으켜 다양한 하부요로 증상을 일으키는 질환이다. 전립샘비대증이라고 할 수 있는 전립선의 크기는 아직 정확하게 정해져 있지 않다. 다른 특별한 질환이 없는 방광하부폐색 환자의 요역동학검사에서 방광내압의 증가와 배뇨 속도 감소가 동시에 나타나는 것이 전립선비대증의 특징이다. 조직학적으로는 전립선의 간질이나 상피조직세포가 증식된 것으로 정의할 수 있다. 치료로는 대기요법, 약물요법, 수술 등이 있다. 수술로는 전통적으로 내시경으로 전립선을 깎아내는 전립선절제술이 표준 치료였으나, 현재는 다양한 레이저를 이용한 치료가 널리 이용되고 있으며, 최근에는 HoLEP 수술이 재발률이 낮아 각광받고 있다.

## 같이 보기
- 전립선